# Barrage de Çatören

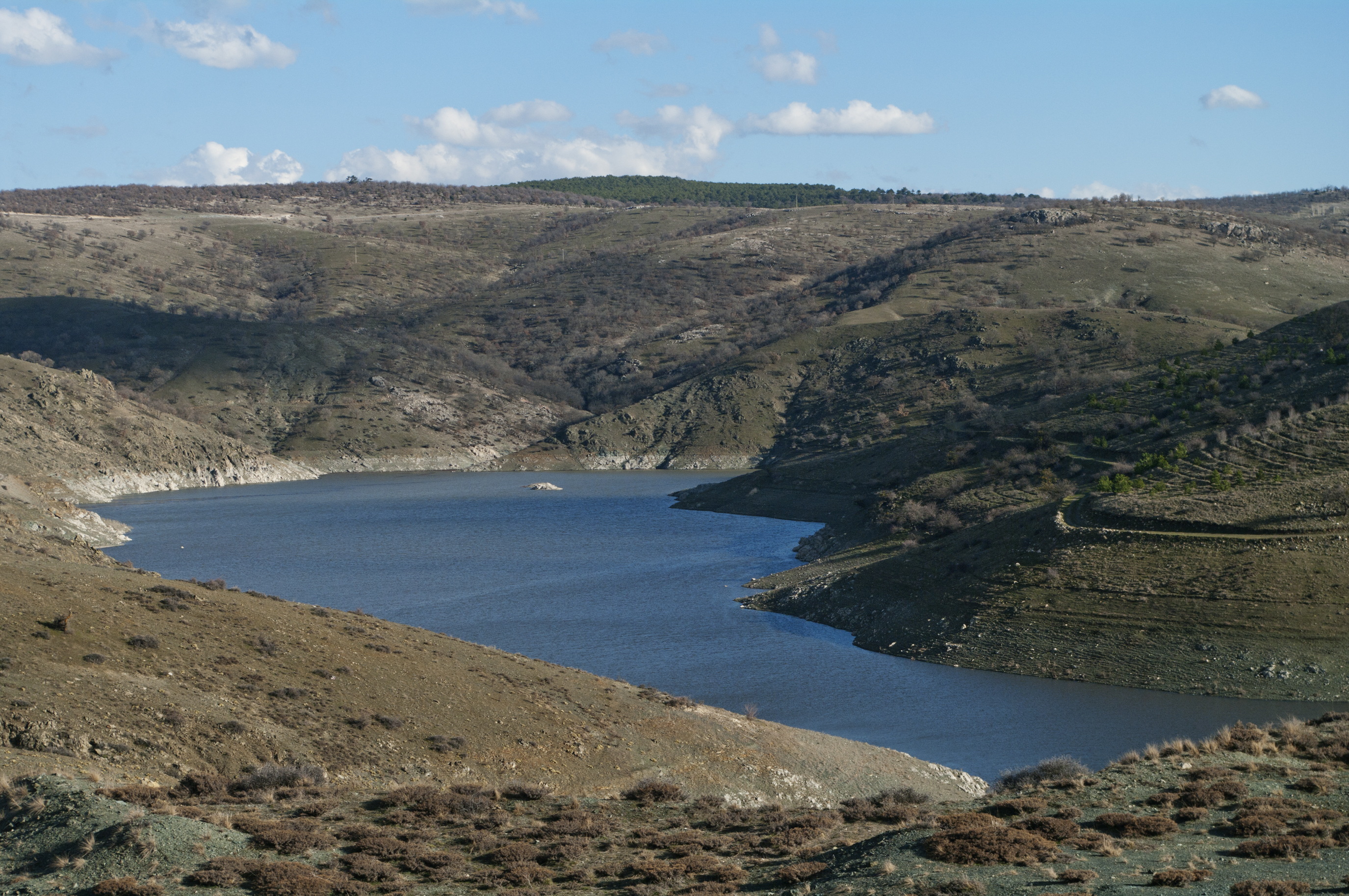
Barrage de Çatören

Le barrage de Çatören est un barrage en Turquie. La rivière de Harami (Harami Çayı) issue du barrage aussi est appelée Seydi Çayı. C'est une des branches du cours supérieur du Sakarya